# Jean-Vital de Monléon
 (septembre 2022).
Il peut être nécessaire de l'améliorer pour respecter le principe de neutralité de point de vue. Veuillez consulter la page de discussion pour plus de détails.

 (avril 2012).
Jean-Vital de Monléon est un pédiatre et un écrivain spécialiste de l'adoption, membre du Conseil national de la protection de l'enfance (CNPE) et ancien membre du Conseil supérieur de l'adoption.
Membre de la famille de Monléon.

## Biographie
Jean-Vital de Monléon est né le 2 septembre 1965. Il est marié et père de 5 enfants. 
Il est pédiatre au CHU de Dijon depuis 1998, lieu où il a fondé en juin 1999, la consultation d'adoption outre-mer,. Première consultation de France pour l'accueil et l'accompagnement pour les enfants adoptés, cette structure permet le suivi de près de 3 000 enfants, et propose aussi un accompagnement avant l'adoption. En 2007, il étend cette consultation avec des consultations de conseil avant l'adoption qui permettent de conseiller environ  un millier de postulants à l'adoption.
Membre du Conseil supérieur de l'adoption de 2003 à 2015, en tant qu'expert associé, puis comme membre de plein droit, il définit, comme but à ses principales actions, la nécessité d'aider enfants adoptés et familles adoptives à trouver leur place dans la société.
Il fonde en 2015, à l'université de Bourgogne un diplôme universitaire : L'enfant adopté.
À partir de 2016, il est nommé membre du nouveau Conseil national de protection de l'enfance (CNPE), dans le collège des personnalités qualifiées. En 2020, il est nommé animateur de la Commission Adoption du CNPE.[réf. souhaitée]

## Deux combats permanents pour le bien-être des adoptés
Dans ces différents ouvrages (Naître là-bas, grandir ici, N'oublions pas les enfants) et lors de ses prises de paroles publiques, Jean-Vital de Monléon s'attaque à plusieurs dont sont victimes les enfants adoptés et parfois les aussi les familles adoptives :
- une généralisation excessive
Tout le monde pense savoir tout sur l'adoption qui est un sujet émouvant, mais bien peu ont une réelle expérience. il est courant de généraliser quelques particularités qui touchent certains enfants adoptés : quête des origines, troubles de l'attachement, adolescence difficile, sans tenir compte du parcours et des particularités de chacun.
- une maltraitance sociétale
Toujours du fait de la méconnaissance de l'adoption, et de son aspect original pour une grande partie de la population, celle-ci peut exprimer devant les adoptés et leur famille des remarques déplacées sans se rendre compte de leur caractère violent pour les enfants ou adolescents adoptés. Jean-Vital de Monléon explique le mal que peuvent faire l'utilisation de mots comme les "vrais parents" pour parler des parents biologiques, et des stéréotypes racistes qu'on exprime plus facilement quand les parents sont d'origine européenne : "il a le rythme dans la peau" pour un enfant d'origine africaine, ou "ces enfants sont toujours sages et sérieux" pour des origines asiatiques.
Une démarche destinée à mieux identifier les risques de l'adoption pour mieux les encadrer. 
Sur le plan purement médical, Jean-Vital de Monléon a classifié certains risques méconnus et leurs facteurs de risques chez les enfants adoptés, tout particulièrement le risque de puberté précoce qui touchent les petites filles adoptées à l'étranger entre les âges de 4 et 8 ans. Il a pu quantifier pour cette population particulière le risque de faire une puberté anormal à 26 %.
Sur le plan social et psychologique, il affirme que certaines particularités constituent un "facteur de risque" dans l'adoption d'enfants, comme les célibataires, le handicap ou l'homoparentalité et les adoptants d’âge avancé. Il précise que ces facteurs de risque, n'empêchent pas les parents d'être de très bons parents, mais que la prise en charge des enfants ne sera que meilleure si l'on tient compte des risques et qu'on les minimise par un accompagnement et une prévention adaptés.

## Publications
- Les Deux Mamans de Petirou (éditions Gautier-Languereau, 2001) illustré par Rebecca Dautremer[7].
- Naître là-bas, grandir ici (éditions Belin 2003).
- Pédiatrie (éditions Masson, 1999) avec Frédéric Huet et Jean-Paul Belon.
- Jean-Vital de Monléon, « L’adoption en Polynésie française et les métropolitains : de la stupéfaction à la participation », dans Isabelle Leblic, De l’adoption : Des pratiques de filiation différentes, Clermont-Ferrand, Presses Universitaires Blaise Pascal, coll. « Anthropologie », 2004 (ISBN 978-2-84516-231-0), p. 49-79
- N'oublions pas les enfants (éditions Presses de la Renaissance, 2015) avec Anne Coutures.
- L'enfant adopté (editions John Libbey, 2017) préface de Jean-François Mattéi.

## Distinction
Il est nommé chevalier de la Légion d'honneur (Décret du 14 juillet 2022).